# 馬桑四節蜱
馬桑四節蜱（学名：Tetra intermedia）为節蜱科四節蜱屬下的一个种。其种加词“intermedia”意为“中间的”。